# Roman Padlewski

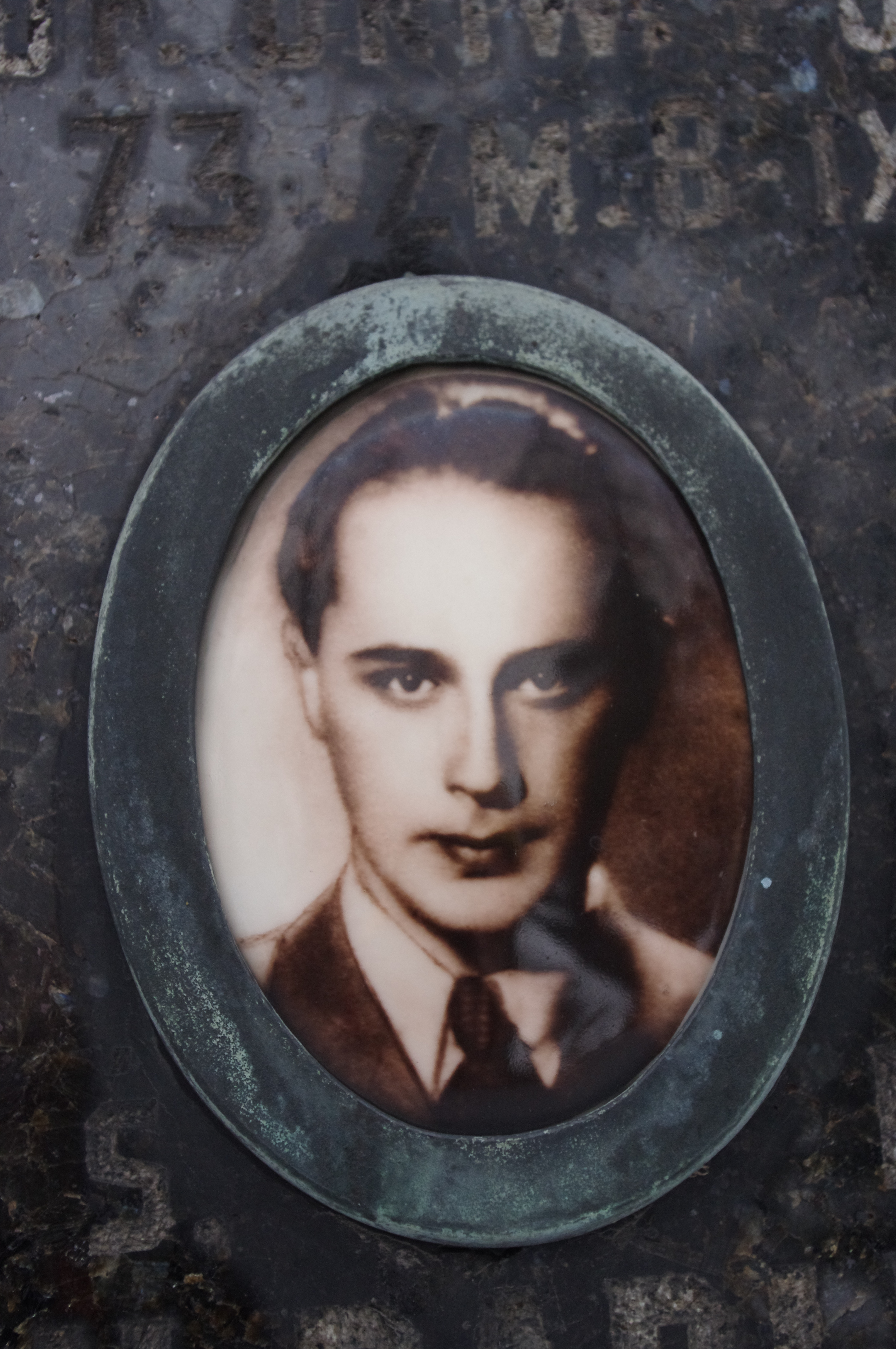
Roman Padlewski

Roman Padlewski (* 7. Oktober 1915 in Moskau; † 16. August 1944 in Warschau) war ein polnischer Komponist, Geiger, Pianist, Musikwissenschaftler und -kritiker.
Padlewski studierte von 1927 bis 1939 am Konservatorium Posen Geige bei Zdzisław Jahnke und Komposition bei Tadeusz Szeligowski und Stanisław Wiechowicz. Daneben absolvierte er von 1931 bis 1935 ein Studium der Musikwissenschaft an der Universität Posen. Von 1935 bis 1937 besuchte er zudem die Offiziersschule für Artillerie in Włodzimierz Wołyński, die er im Rang eines Offizierskadetten abschloss. Bis zum Ausbruch des Krieges war er in Posen als Geiger, Pianist und Chorleiter des Karol-Szymanowski-Chores und als Sprecher und Autor von Sendungen in den polnischen Radiosendern in Poznań und Vilnius tätig und schrieb in Kurier Poznański, Tęcza und Dziennik Poznański. Als Komponist debütierte er 1933 mit einem Streichquartett, und während der Polnischen Musikwoche 1938 in Posen wurden seine Werke aufgeführt.
Nach Ausbruch des Zweiten Weltkrieges kämpfte er unter General Franciszek Kleeberg gegen die deutsche Invasion. Im November 1939 ging er nach Warschau. Dort organisierte und leitete er ein Orchester in der Philips-Fabrik und gab Konzerte als Solist und Kammermusiker. Von 1941 bis 1943 gehörte er dem Streichquartett von Eugenia Umińska (mit Kazimierz Wiłkomirski und Henryk Trzonek) an, das in Bolesław Woytowicz’ Salon Sztuki auftrat. Außerdem war er in der geheimen Musikervereinigung aktiv und setzte seine Ausbildung als Komponist (bei Kazimierz Sikorski), Dirigent (bei Walerian Bierdiajew) und Organist (bei Bronisław Rutkowski) am Warschauer Untergrund-Konservatorium fort. 
Am Warschauer Aufstand 1944 beteiligte er sich unter dem Kommando von Jan Mazurkiewicz (Radosław). Am 14. August 1944 wurde er beim Versuch, einen Goliath (eine ferngesteuerte Selbstfahrmine) zu neutralisieren, verletzt. Zwei Tage später erlag er im Krankenhaus der Aufständischen in der Warschauer Altstadt seiner Verletzung. Auf Befehl von General Tadeusz Komorowski wurde ihm posthum das Verdienstkreuz und der Orden Virtuti Militari verliehen. Aleksandra Osadowska-Padlewska drehte 1995 einen biographischen Film über ihn.

## Werke
- Trzy pieśni für Stimme und Klavier nach Texten von Artur Marya Swinarski (1933)
- Kwartet smyczkowy nr 1 (1933)
- Dwa preludia für Klavier (1933)
- Trzy mazurki für Klavier (1934)
- Orawskie i spiskie nuty für gemischten Chor a cappella (um 1937)
- Trio smyczkowe (um 1937)
- Pytasz co w moim życiu, Lied für Stimme und Klavier nach Jan Lechoń (1938)
- Etiudy für Orchester (1938)
- Stabat Mater für gemischten Chor a cappella (1939)
- Kwartet smyczkowy nr 2 (1940–42)
- Suita für Violine und Klavier (1941)
- Pieśni do słów Jerzego Lieberta für Sopran und Orchester (1942)
- Koncert skrzypcowy (1944)
- Kwartet smyczkowy nr 3 (1944)